# Jan van Wintelroy
Jan van Wintelroy ou Joannes Wintelroy (actif vers 1520-1576) est un compositeur de l'école franco-flamande, maître de chant et præcentor. 

## Biographie
Dès 1529, Jan van Wintelroy fut chanteur, præcentor et prêtre de l'Illustre Confrérie de Notre-Dame (Illustre Lieve Vrouwe Broederschap) à Bois-le-Duc (Brabant).  Le 19 juillet 1551, il fut nommé maître de chant, poste qu'il conserva jusqu'au 30 juin 1574, après quoi il resta en fonction à la chapelle de la Confrérie comme præcentor (chantre). 

## Œuvre
Al is den tijd nu doloreus (Bien que le temps soit maussade), une chanson néerlandaise (ou flamande) à quatre voix de Wintelroy fut incluse dans une anthologie que l'éditeur Jacob Baethen publia à Maastricht en 1554 : Dat ierste boeck vanden nieuwe Duijtsche liedekens (ou Le Premier Livre de nouvelles chansons néerlandaises), dont aucune copie complète est conservée (la partie de soprano manque).  La chanson fut insérée dans le Duijtsch musijck boeck, une anthologie de chansons néerlandaises publiée par Petrus Phalesius à Louvain en 1572.

## Ressources